# 聖伊西德羅德邁諾區
5°33′14″S 78°28′55″W / 5.55389°S 78.48194°W
聖伊西德羅德邁諾區（西班牙語：Distrito de San Isidro de Maino），是秘魯的一個區，位於該國北部亞馬遜大區的查查波亞斯省，始建於1952年3月25日，面積101.7平方公里，海拔高度2,325米，2005年人口837，人口密度每平方公里8.2人。